# 4366-os busz
A 4366-os autóbuszvonal a MÁV Személyszállítási Zrt. Hermánszeget Fehérgyarmattal összekötő helyközi mellékvonala.

## Közlekedése
A viszonylat Fehérgyarmatot köti össze Cégénydányád érintésével Hermánszeggel. Iskolai előadási napokon napi 1 járatpár csak Fehérgyarmat és Cégénydányád között közlekedik. Az autóbuszok Cégénydányád településen belül körjáratként közlekednek, melyet mindkét irányban azonos útvonalon tesznek meg. 

## Megállóhelyei
| 0                                              | Fehérgyarmat, autóbusz-állomás végállomás | 25 | 4209, 4213, 4216, 4218, 4237, 4306, 4310, 4323, 4325, 4327, 4350, 4352, 4353, 4355, 4356, 4358, 4360, 4361, 4367, 4368 |
| 1                                              | Fehérgyarmat, gimnázium                   | 24 | 4218, 4237, 4325, 4356, 4358, 4360, 4361, 4367                                                                         |
| 2                                              | Fehérgyarmat, Családsegítő Központ        | 23 | 4356, 4358, 4360, 4361                                                                                                 |
| 3                                              | Fehérgyarmat, vasútállomás bejárati út    | 22 | 4356, 4358, 4360, 4361                                                                                                 |
| 4                                              | Fehérgyarmat, Gabonaforgalmi vállalat     | 21 | 4356, 4358, 4360, 4361                                                                                                 |
| 5                                              | Fehérgyarmat, téglagyár                   | 20 | 4356, 4358, 4360, 4361                                                                                                 |
| 6                                              | Fehérgyarmat, Fipkersz                    | 19 | 4356, 4358, 4360, 4361                                                                                                 |
| 7                                              | Fehérgyarmat, RELABOR                     | 18 | 4356, 4358, 4360, 4361                                                                                                 |
| 8                                              | Cégénydányádi elágazás                    | 17 | 4356, 4358, 4360, 4361                                                                                                 |
| Fehérgyarmat–Cégénydányád közigazgatási határa |                                           |    | |
| 9                                              | Cégénydányád, autóbusz-váróterem          | 16 | |
| 10                                             | Cégénydányád, óvoda                       | 15 | |
| 11                                             | Cégénydányád, iskola                      | 14 | |
| 12                                             | Cégénydányád, óvoda                       | 13 | |
| 13                                             | Cégénydányád, autóbusz-váróterem          | 12 | |
| Cégénydányád–Gügye közigazgatási határa        |                                           |    | |
| 14                                             | Gügye, Fő utca 18.                        | 11 | |
| 15                                             | Gügye, autóbusz-váróterem                 | 10 | |
| Gügye–Szamosújlak közigazgatási határa         |                                           |    | |
| 16                                             | Szamosújlak, Kossuth utca 15.             | 9  | |
| 17                                             | Szamosújlak, autóbusz-váróterem           | 8  | |
| 18                                             | Szamosújlak, Termelőszövetkezet-telep     | 7  | |
| Szamosújlak–Szamossályi közigazgatási határa   |                                           |    | |
| 19                                             | Szamossályi, hűtőház                      | 6  | |
| 20                                             | Szamosújlak, iskola                       | 5  | |
| 21                                             | Szamossályi, orvosi rendelő               | 4  | |
| 22                                             | Szamossályi, Petőfi utca 31.              | 3  | |
| Szamossályi–Hermánszeg közigazgatási határa    |                                           |    | |
| 23                                             | Hermánszeg, gázcseretelep                 | 2  | |
| 24                                             | Hermánszeg, autóbusz-váróterem            | 1  | |
| 25                                             | Hermánszeg, vegyesbolt végállomás         | 0  | |